# Nörd-Norsjön
Nörd-Norsjön är en sjö i Härnösands kommun i Ångermanland och ingår i Ångermanälven-Gådeåns kustområde. Sjön har en area på 0,284 kvadratkilometer och ligger 171,2 meter över havet. Sjön avvattnas av vattendraget Furuhultsån (Seljeån).

## Delavrinningsområde
Nörd-Norsjön ingår i det delavrinningsområde (696717-159324) som SMHI kallar för Utloppet av Nörd-Norsjön. Medelhöjden är 221 meter över havet och ytan är 4,38 kvadratkilometer. Räknas de 3 avrinningsområdena uppströms in blir den ackumulerade arean 20,09 kvadratkilometer. Avrinningsområdets utflöde Furuhultsån (Seljeån) mynnar i havet. Avrinningsområdet består mestadels av skog (94 procent). Avrinningsområdet har 0,28 kvadratkilometer vattenytor vilket ger det en sjöprocent på 6,5 procent.